# Afderà
Pour les articles homonymes, voir Afdera.
L'Afderà ou Afrera est un volcan d'Éthiopie situé dans le sud de la région Afar, entre les volcans Erta Ale au nord-nord-ouest, Tat Ali au nord-est et Alayta au sud-ouest, à proximité immédiate du lac salé Afdera.

## Géographie
Il s'agit d'un stratovolcan de forme conique, aux pentes régulières, culminant à 1 295 mètres d'altitude et accompagné de quelques dômes de lave à ses pieds au sud. Ses roches sont essentiellement rhyolitiques, seuls quelques cônes ont émis des basaltes.

## Histoire
Son histoire éruptive reste méconnue et deux éruptions contemporaines lui ont longtemps été attribuées en 1907 et 1915. Haroun Tazieff, qui se rend pour la première fois à l'Afdera au milieu des années 1960, décrit « un beau cône, forme assez rare quoique classique, de plus de mille mètres de haut », mais constate qu'à l'évidence, « au contraire de ce que l'on en racontait, il n'avait pas eu d'éruption depuis de très nombreux siècles, sinon des millénaires ». Il explique la méprise des explorateurs qui avaient signalé une éruption par le fait que « les coulées incandescentes qui venaient du pied oriental de l'Alaïta avaient longé la base du grand cône d'Adfera ». Celui-ci était alors très visible sur l'horizon, alors qu'on ne pouvait pratiquement pas distinguer le dôme surbaissé du volcan en éruption.